# Lethe laodamia
Lethe laodamia är en fjärilsart som beskrevs av John Henry Leech 1891. Lethe laodamia ingår i släktet Lethe och familjen praktfjärilar. Inga underarter finns listade i Catalogue of Life.